# Ołtarz Zwiastowania

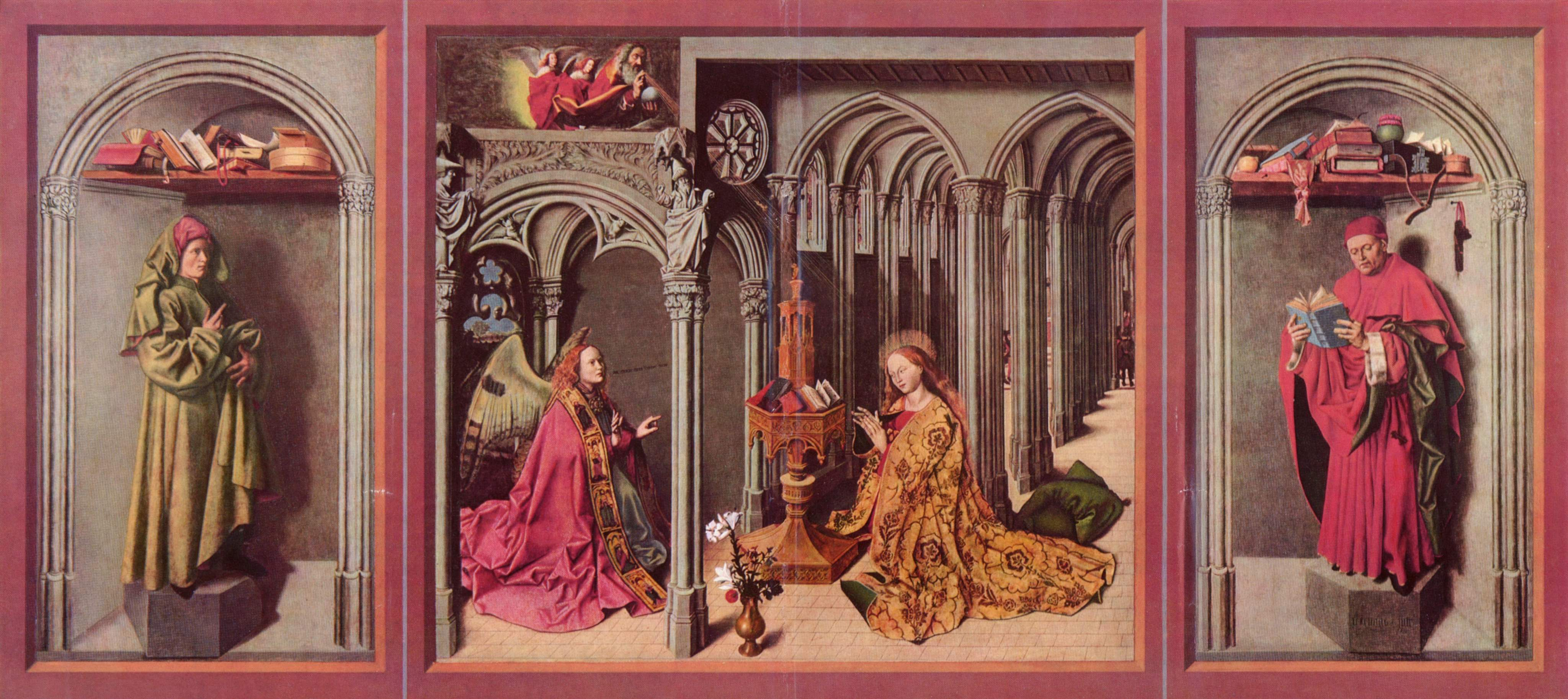
Ołtarz z Aix przed podziałem

Ołtarz Zwiastowania – obraz ołtarzowy z lat ok. 1443–1445, tryptyk, namalowany przez anonimowego autora nazwanego przez badaczy Mistrzem Zwiastowania z Aix. Część historyków sztuki identyfikuje go z malarzem niderlandzkim Barthélemym d’Eyckiem.
Obecnie obraz jest podzielony na części: część centralna znajduje się w kościele św. Marii Magdaleny w Aix-en-Provence, lewa dolna partia deski z podobizną proroka Izajasza w Museum Boijmans Van Beuningen w Rotterdamie, lewa górna w Rijksmuseum w Amsterdamie, prawą dolną część obrazu z prorokiem Jeremiaszem można obejrzeć w Królewskim Muzeum Sztuk Pięknych w Brukseli, a obraz Marii Magdaleny klęczącej, który znajdował się na górnej części tego panelu, obecnie stanowi część kolekcji Musum Boijmans Van Beuningen. Tylna część tryptyku była ozdobiona sceną z Chrystusem pt. Noli me tangere – obecnie w Królewskim Muzeum Sztuki Starożytnej w Brukseli.
Obrazy z Marią Magdaleną i Chrystusem, namalowane przez pomocników artysty, zachowały się w gorszym stanie, zostały obcięte fragmenty z kolumnami po obu tronach i z arkadami na górze.

## Historia obrazu
Tryptyk zamówiony został przez bogatego handlarza suknem, Pierre’a Corpiciego z Aix do jego grobowej kaplicy znajdującej się w miejscowej katedrze Najświętszego Zbawiciela. Testament, w którym Corpici przeznaczył na wzniesienie ołtarza sto florenów, powstał z końcem 1442 r. W jego następnej wersji (z lipca 1445 r.) wynika, że wówczas ołtarz był już ukończony. Informacje te pozwalają na określenie czasu powstania dzieła na lata 1443–1445. Jak stwierdził jeden z badaczy, za faktem, że obraz powstał w Aix świadczy również okno z prawej strony, którego kształt i wzór są identyczne z dekoracjami rzeźbiarskimi nagrobków w tej miejscowości.
W czasie rewolucji francuskiej obraz został podzielony na kilka części. Część środkowa trafiła wówczas do paryskiego kościoła La Madeleine, a skrzydła zostały sprzedane.

## Interpretacja obrazu

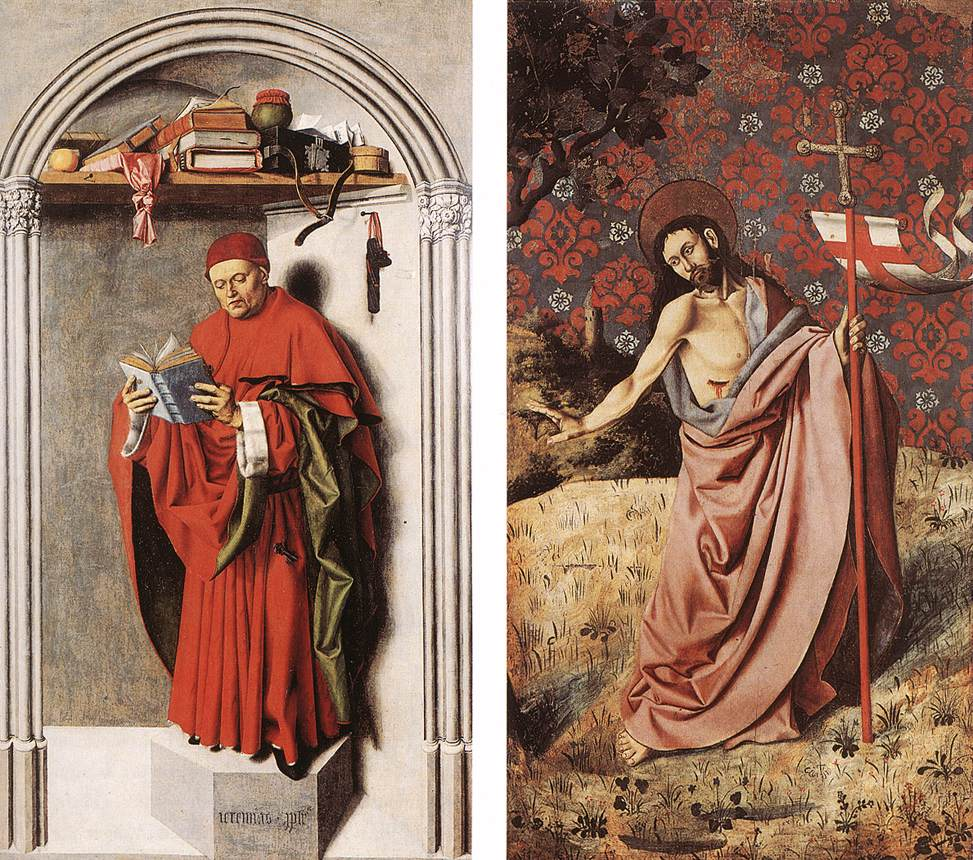
Prorok Jeremiasz i Chrystus Noli me tangere – prawy obraz

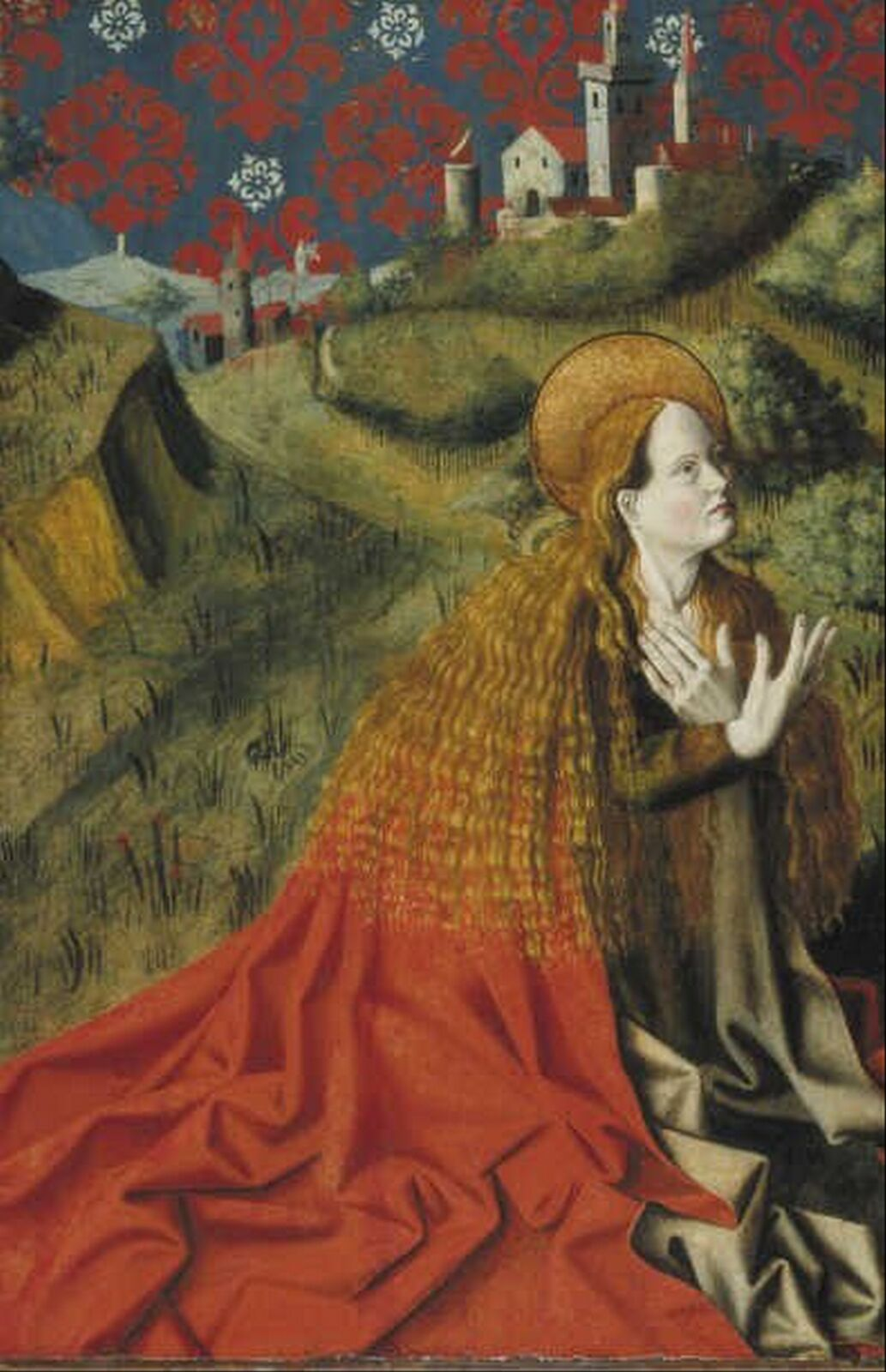
Maria Magdalena – lewy górny obraz

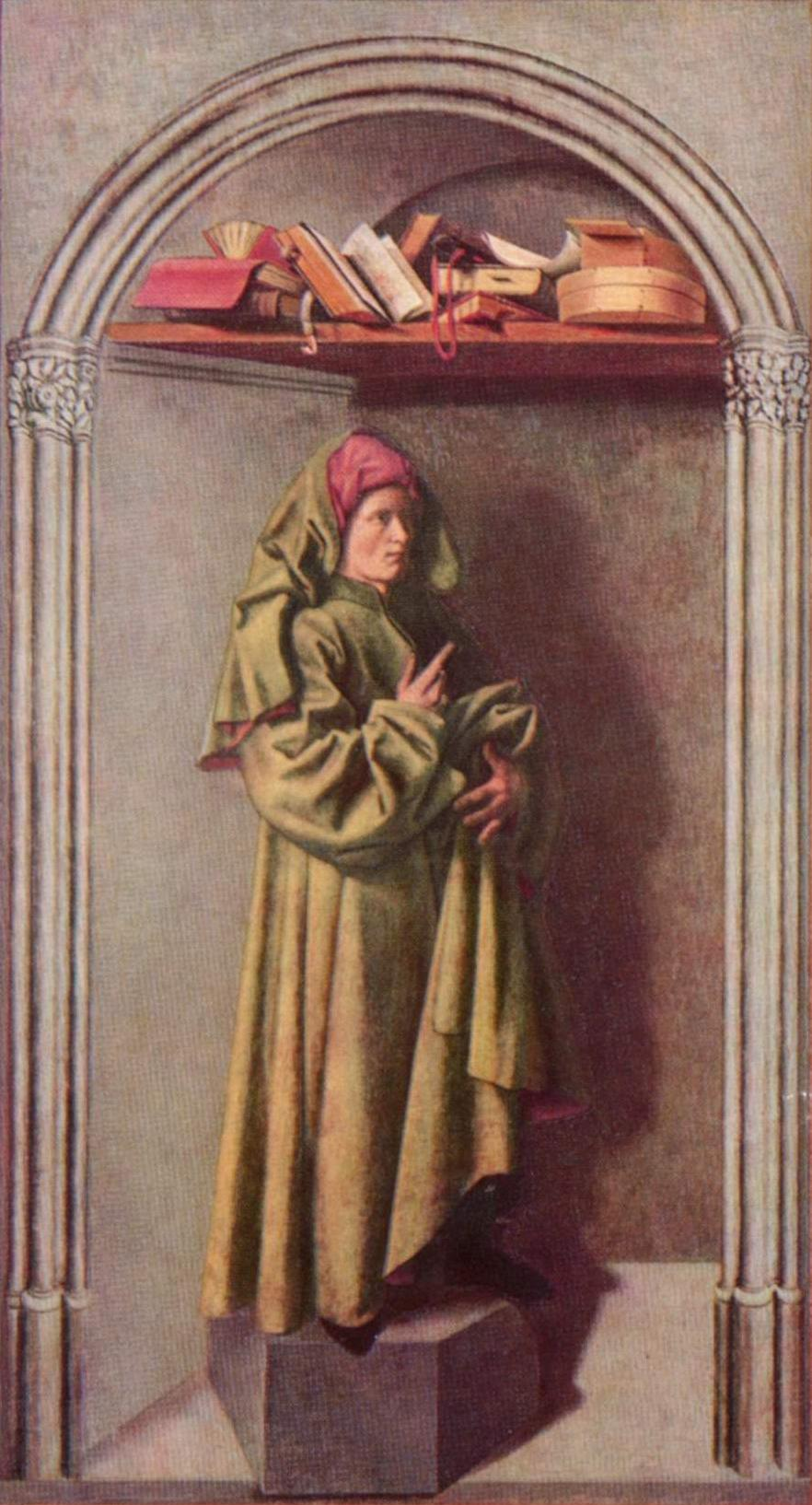
Prorok Izajasz – lewy dolny obraz

Obraz główny przedstawia scenę z Nowego Testamentu opisaną jedynie w kanonicznej Ewangelii Łukasza. Temat zwiastowania Marii przez Archanioła Gabriela był bardzo często przedstawiany przez malarzy różnych epok i równie często różnie interpretowany. Mistycyzm i znaczenie tej sceny pozwalały malarzom na swobodne przedstawianie reakcji Marii na wiadomość od Archanioła oraz na wykorzystanie wielu detali i szczegółów otoczenia do zaznaczenia wagi sceny.
Scena Zwiastowania została umieszczona w kruchcie średniowiecznej katedry. Dwie główne postacie zwrócone są do siebie, a między nimi znajduje się pionowa kolumna, dzieląca obraz na dwie części.

Po lewej stronie ukazany został Archanioł Gabriel jako wyraziciel woli Bożej. Jego posłannictwo akcentuje jego strój. Odziany jest w szaty pontyfikalne, w czerwoną materię ozdobioną purpurowymi kawałkami wokół rękawów. Na ramiona ma założoną długą kapę o innym odcieniu czerwieni, ozdobioną haftem, na którym widoczne są wizerunki świętych. Kapa jest spięta pod szyją Anioła złotą broszką wysadzaną drogimi kamieniami. Strój zgodny jest z opisem, jaki umieścił Pseudo-Dionizy w pracy Hierarchia niebańska z przełomu V i VI wieku. Według niego, anielskie odzienie w ognistym kolorze symbolizuje boskość, a suknia pontyfikalna 

oznacza zdolność doprowadzania do boskich i mistycznych widzeń i poświęcenia im całego życia.

 Gabriel wskazuje palcem na Maryję i objawia jej tajemnice Pana. Wypowiada słowa: Bądź pozdrowiona, łaski pełna, Pan z Tobą. Te słowa są wypisane na ścianie na wysokości ust posłańca, co sprawia wrażenie, iż wychodzą z jego ust.

Postać klęczącej Marii została przedstawiona w czerwonej sukni nawiązującej do królewskiego pochodzenia oraz w bogato tkany płaszcz. Płaszcz podbity jest zieloną tkaniną, a wierzchnia strona jest koloru złota z czarnymi kwiecistymi wzorami brokatu. Okrycie odzwierciedla bogate tkaniny produkowane w XV wieku w warsztatach w Tours; jest również aluzją do zawodu donatora. Maria klęczy przed bogato zdobionym pulpitem, na którym leżą modlitewniki. Jeden z manuskryptów jest otwarty i jest to prawdopodobnie starotestamentowa księga Izajasza (wskazówką może być postać proroka na osobnym obrazie). W proroctwie znajdują się słowa: 

Dlatego Pan sam da wam znak: Oto Panna pocznie i poradzi Syna i nazwie Go imieniem Emmanuel. (Iz 7,14)

 Scena Zwiastowania wypełnia proroctwo.

Powyżej sceny Zwiastowania, po lewej stronie, d’Eyck zilustrował tekst Ewangelii Jana: 

Na początku było Słowo, a Słowo było u Boga i Bogiem było Słowo. Ono było na początku u Boga. Wszystko przez Nie się stało, a bez Niego nic się nie stało, co się stało. W Nim było życie, a życie było światłością ludzi, a światłość w ciemności świeci i ciemność jej nie ogarnęła (J 1,1-5).

 Wśród dwóch aniołów pojawia się Bóg Ojciec z kulą ziemską w dłoni jako symbolem władzy nad światem. Prawą rękę podnosi w geście błogosławieństwa, a z jego ust wychodzą złociste promienie, które przechodzą przez gotycką rozetę do wnętrza świątyni. Promień niesie maleńką postać nagiego Dzieciątka Jezus z krzyżem na ramieniu, co ma wskazywać na jego cel: zgładzenie grzechu i zbawienie ludzkości.

## Symbolika

### Małpa
Na drodze złotych promieni niosących maleńkie ciało Chrystusa, na zwieńczeniu pulpitu, siedzi małpa. W średniowieczu miała ona zawsze negatywne konotacje, kojarzona była z postacią diabła, który naśladuje Boga i ze złem. W średniowiecznej ikonografii symbolizowała najczęściej herezję i idolatrię. Wizerunek małpy obecny w przedstawionej scenie uosabia złe cechy pierwszej matki Ewy pogrążonej w grzechu; Maryja jest tu nową Ewą, której potomstwo ma pokonać szatana.

### Rozeta
Szklana rozeta, przez którą przechodzą promienie, symbolizuje dziewiczość Maryi. Łatwość przenikania promieni bez uszczerbku dla szkła odnosi się do narodzin Chrystusa, który narodzony z Maryi nie narusza Jej dziewictwa.

### Wazon z kwiatami
U dołu obrazu, pośrodku na posadce, stoi wazon z kwiatami. Najbardziej rzucający się w oczy biały kwiat lilii o trzech rozwiniętych kwiatach symbolizuje czystość Maryi. Znaczenie symbolu wywodzi się z Pieśni nad pieśniami: jak lilia pośród cierni, tak przyjaciółka ma pośród dziewcząt (Pnp 2,2). Liczba rozwiniętych pęków, według świętego Augustyna ma oznaczać trzy okresy dziewictwa Maryi: przed narodzinami, w trakcie narodzin i po narodzinach Chrystusa. Prócz lilii w wazonie znajduje się czerwona róża oznaczająca niepokalane poczęcie, błękitny orlik symbolizujący melancholię i siedem boleści Maryi. Trzy kwiaty można interpretować jako trzy najważniejsze przymioty Matki Boga: niepokalane poczęcie, dziewictwo i współcierpienie.

### Elementy architektoniczne
Główna scena rozgrywa się w pełnej detali scenerii architektonicznej. Jej elementy przepełnione są symbolicznymi znaczeniami. Archanioł Gabriel stoi pod romańskimi półkolistymi łukami sklepienia, a Maria w części świątynnej, gdzie łuki mają cechy charakterystyczne dla gotyku. Artyści średniowieczni zaznaczali w ten sposób Stary i Nowy Testament. Stary styl romański w kruchcie odnosił się do starego przymierza, świątynia gotycka do nowego. Na kolumnach w kruchcie znajdują się również postacie starotestamentowych proroków – Ezechiela i Izajasza, którzy zapowiadali przyjście Zbawiciela.
Na łukach widoczne są wizerunki nietoperzy – symbole ciemności, grzechu i szatana. Nietoperz był często symbolem Żydów, którzy nie uwierzyli w Mesjasza i nie przyjęli jego światła. W głębi obrazu pomiędzy filarami stoją dwaj mężczyźni, którzy przyglądają się scenie Zwiastowania. Być może jest to ukryty autoportret malarza, chcącego być uczestnikiem zdarzenia, a zarazem poświadczenia jego wiary w czystość Maryi.